# 山形村
山形村（やまがたむら）は、長野県中西部の東筑摩郡にある村。日本アルプスサラダ街道という観光道路や、清水寺で有名。

## 地理
山形村は松本盆地南西部台地上にあり、標高は約700メートルである。村西部には鉢盛山（標高2446m）がそびえており、西側から東側に向かって傾斜がある。
- 河川：三間沢川、唐沢川（いずれも小河川）
- 山：とくになし

### 気候
- 気象情報の警報･注意報の区分は長野県中部、松本地域に属す。
- 特徴としては降水量が少ないことと、夏と冬の寒暖差が激しいことがあげられる。飛騨山脈に近いため、周辺地域より気温が若干低く、降水量も若干多い。
- 飛騨山脈からの吹き降ろしの風（アルプス颪）が吹く。

### 村内のエリア
商業地
商店街はないが、村東北部に長野県最大級の郊外型ショッピングセンター・アイシティ21がある。また、村南東部にもザ・ビッグとDCMを核店舗としたイオンタウン信州山形があり、自治体の規模の割に商業施設が充実している。
住宅地
村西部に住宅が多い。松本市や塩尻市等に近く、人口の伸びは堅調だったが2015年の国勢調査では減少した。
農業地
村東部に特産の長いも畑が広がる。
地区別
大字を編成しない村であり、地区名は俗称である。
| 地区名 | 概要                                                                               |
| ------ | ---------------------------------------------------------------------------------- |
| 上大池 | 村南西部にあり、古くからの住宅が多い。                                             |
| 中大池 | 村南西部、上大池地区の北にある。地区西側にイオンタウン信州山形がある。             |
| 下大池 | 村中央部、中大池地区の北にある。村役場や山形小学校などがあり村の中心となっている。 |
| 小坂   | 村中西部にある。                                                                   |
| 上竹田 | 村北西部にある。土地の傾斜が激しい。                                               |
| 下竹田 | 村北東部にある。アイシティ21がある。                                               |

## 人口
| |                                        |  |
| 山形村と全国の年齢別人口分布（2005年） | 山形村の年齢・男女別人口分布（2005年） |  |
| ■紫色 ― 山形村 ■緑色 ― 日本全国 | ■青色 ― 男性 ■赤色 ― 女性              |  |
| 山形村（に相当する地域）の人口の推移 \| 1970年（昭和45年） \| 4,991人 \| \| \| 1975年（昭和50年） \| 5,037人 \| \| \| 1980年（昭和55年） \| 5,578人 \| \| \| 1985年（昭和60年） \| 6,230人 \| \| \| 1990年（平成2年） \| 6,513人 \| \| \| 1995年（平成7年） \| 7,208人 \| \| \| 2000年（平成12年） \| 7,706人 \| \| \| 2005年（平成17年） \| 8,195人 \| \| \| 2010年（平成22年） \| 8,425人 \| \| \| 2015年（平成27年） \| 8,395人 \| \| \| 2020年（令和2年） \| 8,400人 \| \| |                                        |  |
| 総務省統計局 国勢調査より |                                        |  |
| 1970年（昭和45年） | 4,991人                                |  |
| 1975年（昭和50年） | 5,037人                                |  |
| 1980年（昭和55年） | 5,578人                                |  |
| 1985年（昭和60年） | 6,230人                                |  |
| 1990年（平成2年） | 6,513人                                |  |
| 1995年（平成7年） | 7,208人                                |  |
| 2000年（平成12年） | 7,706人                                |  |
| 2005年（平成17年） | 8,195人                                |  |
| 2010年（平成22年） | 8,425人                                |  |
| 2015年（平成27年） | 8,395人                                |  |
| 2020年（令和2年） | 8,400人                                |  |

### 年齢構成
山形村の年齢5歳階級別人口
平成12年10月1日現在推計人口

総計（単位：人）
| 年齢     | 人口 |
| -------- | ---- |
| 0 - 4歳  | 335  |
| 5～9     | 450  |
| 10～14   | 463  |
| 15～19   | 470  |
| 20～24   | 378  |
| 25～29   | 449  |
| 30～34   | 421  |
| 35～39   | 448  |
| 40～44   | 501  |
| 45～49   | 563  |
| 50～54   | 676  |
| 55～59   | 520  |
| 60～64   | 395  |
| 65～69   | 391  |
| 70～74   | 403  |
| 75～79   | 330  |
| 80歳以上 | 420  |

山形村の年齢5歳階級別人口

平成12年10月1日現在推計人口

男女別（単位：人）
| 男  | 年齢     | 女  |
| --- | -------- | --- |
| 184 | 0～4歳   | 151 |
| 234 | 5～9     | 216 |
| 242 | 10～14   | 221 |
| 239 | 15～19   | 231 |
| 199 | 20～24   | 179 |
| 233 | 25～29   | 216 |
| 212 | 30～34   | 209 |
| 214 | 35～39   | 234 |
| 249 | 40～44   | 252 |
| 291 | 45～49   | 272 |
| 330 | 50～54   | 346 |
| 283 | 55～59   | 237 |
| 187 | 60～64   | 208 |
| 190 | 65～69   | 201 |
| 182 | 70～74   | 221 |
| 140 | 75～79   | 190 |
| 118 | 80歳以上 | 217 |

- データ出典：データガイド
（山形村）

### 地区別人口
| 地区   | 人口  |
| ------ | ----- |
| 上大池 | 991   |
| 中大池 | 759   |
| 下大池 | 846   |
| 小坂   | 1,725 |
| 上竹田 | 2,130 |
| 下竹田 | 2,143 |

## 歴史
- 1874年（明治7年）10月22日 - 筑摩県筑摩郡大池村、小坂村及び竹田村が合併して、山形村が発足する。
- 1876年（明治9年）8月21日 - 長野県の所属となる。
- 1878年（明治11年）1月4日 - 郡区町村編制法の施行により、東筑摩郡の所属となる。
- 1889年（明治22年）4月1日 - 町村制の施行により、山形村の区域をもって、山形村が発足する。現在に至る。

## 行政
ごみ処理、消防業務などの業務は松本広域連合やその他の組合を通じて松本市などと共同で行っている。
村長
- 清沢實視 - 2005年 - 2013年 （2期）
- 百瀬久 - 2013年 - 2017年（1期)
- 本庄利昭 - 2017年 - 2025（2期）
- 百瀬繁寿 - 2025年3月17日 - （就任1期目）

所轄広域連合
- 松本広域連合

所轄警察署
- 松本警察署

所轄消防署
- 松本広域消防局山形消防署

## 議会

### 村議会
- 定数は12。任期は2022年4月22日まで。

### 長野県議会（松本市東筑摩郡選挙区）
- 定数：7人
- 任期：2019年（平成31年）4月30日 - 2023年（令和5年）4月29日
- 中川宏昌（公明党）、百瀬智之（無所属） 、中川博司（無所属）、本郷一彦（自由民主党）、両角友成（日本共産党）、清沢英男（自由民主党）、萩原清（自由民主党）

### 衆議院
- 選挙区：長野2区（長野市の一部、松本市、大町市、安曇野市、東筑摩郡、北安曇郡、上水内郡）
- 任期：2021年10月31日 - 2025年10月30日
- 投票日：2021年10月31日
- 当日有権者数：382,082人
- 投票率：57.04％

| 当落 | 候補者名 | 年齢 | 所属党派     | 新旧別 | 得票数    | 重複 |
| ---- | -------- | ---- | ------------ | ------ | --------- | ---- |
| 当   | 下条みつ | 65   | 立憲民主党   | 前     | 101,391票 | ○    |
| 比当 | 務台俊介 | 65   | 自由民主党   | 前     | 68,958票  | ○    |
|      | 手塚大輔 | 38   | 日本維新の会 | 新     | 43,026票  | ○    |

## 文化

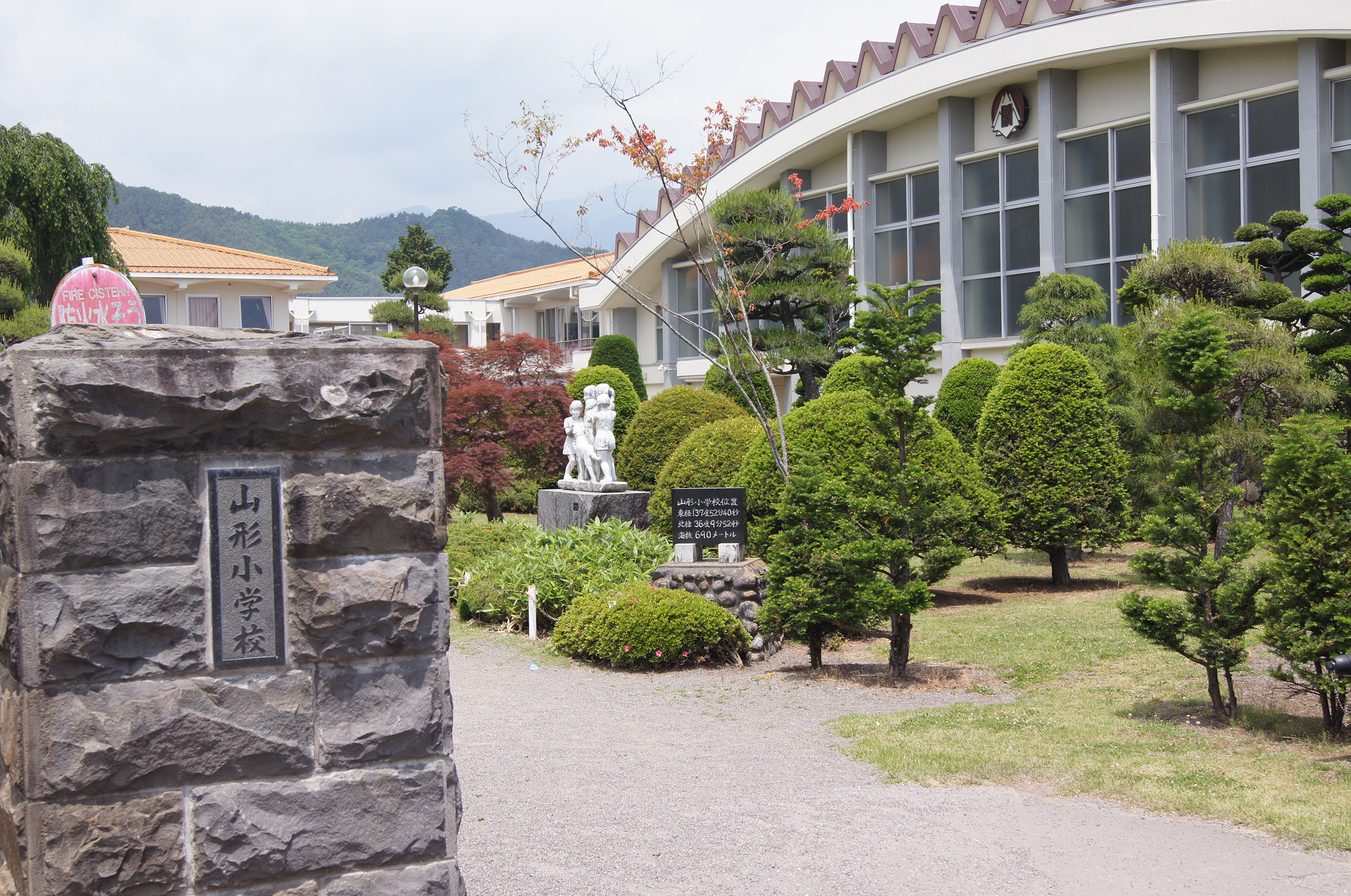
村立山形小学校の正門と体育館

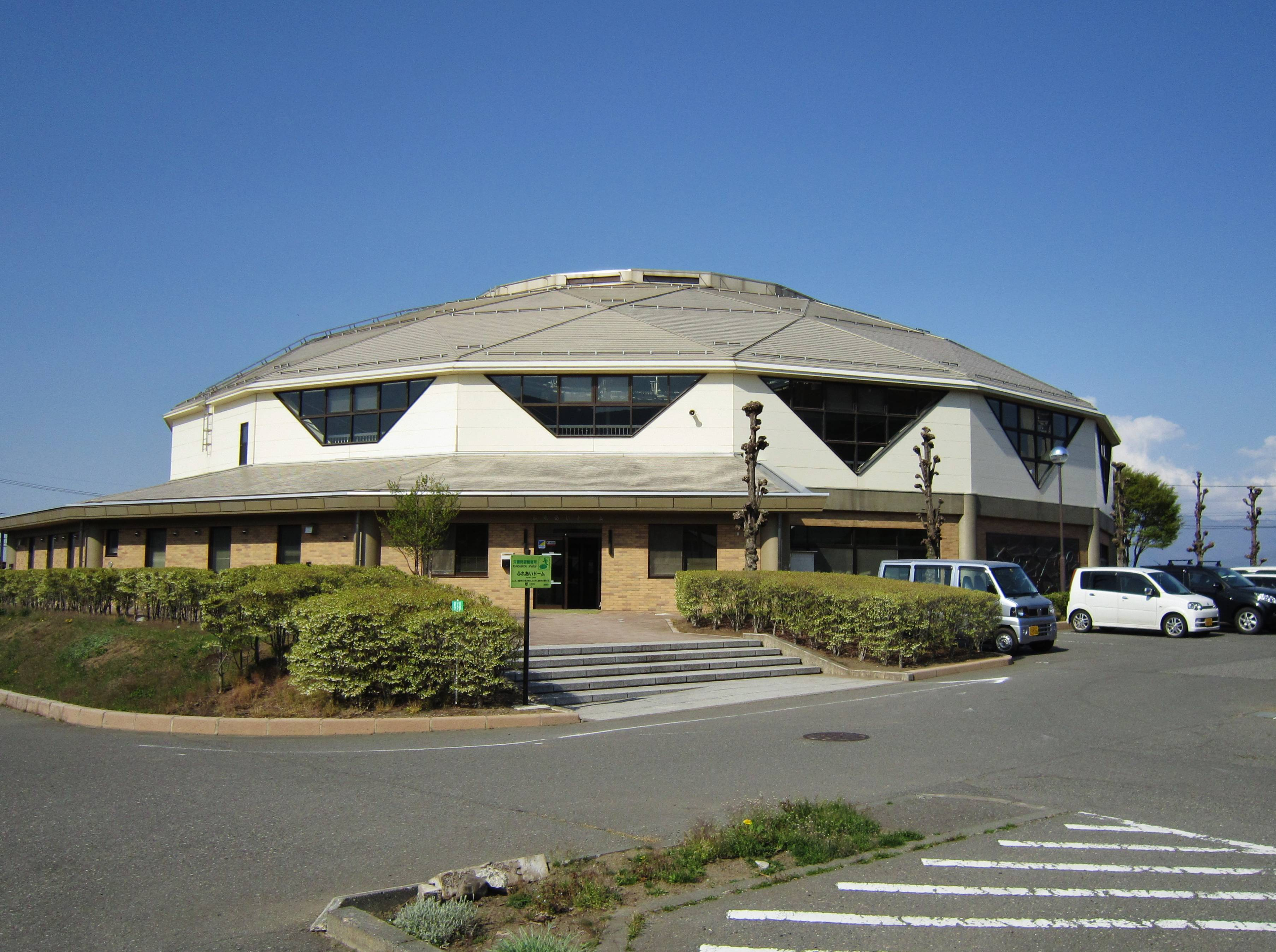
山形村ふれあいドーム

- ミラ･フード館
- ふるさと伝承館（村営・事前予約制）
- B&G海洋センター
- 村営なろう原霊園・公園

## 教育
- 松本市山形村朝日村中学校組合立鉢盛中学校（朝日村）
- 山形村立山形小学校

## 経済

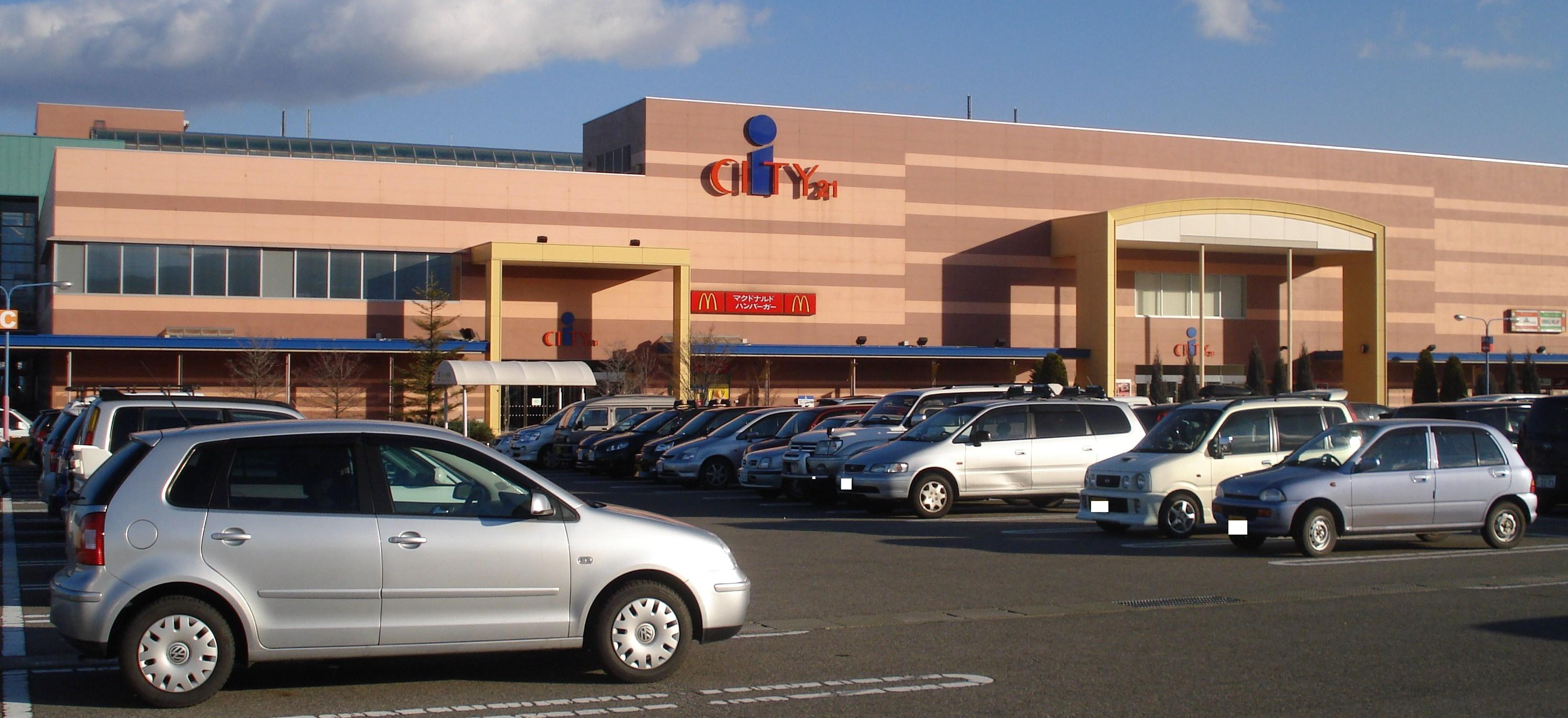
アイシティ21

当村は人口約24万の松本市や約7万の塩尻市に近く道路整備が進んでいることなどから、自治体の規模の割に郊外型商業施設が多い。現在はシネコンなども入る中信地方最大級（売り場面積）のショッピングセンター「アイシティ21」や、イオン系のイオンタウン信州山形（旧・サラダ街道ショッピングセンター）が村内にある。郊外型店の進出が相次いだため、村内の小売店鋪の総売り場面積は急増した。
第1次産業
- 農業では特産の長いもが有名。村内各所に直売所が設けられている。

第2次産業
- 村の北東部に工業団地が造成されている。

第3次産業
- アイシティ21やイオンタウン信州山形（旧・サラダ街道ショッピングセンター）などの郊外型店の進出により大きな伸びを見せた。
- サンリンがジャスダックに上場している。

## 交通

### 鉄道
鉄道路線は通っていない。鉄道を利用する場合の最寄り駅は、JR東日本篠ノ井線広丘駅、あるいは村北部からはアルピコ交通上高地線（通称・松本電鉄）森口駅や波田駅などがある。

### バス路線
- アルピコ交通バス（通称・松本電鉄バス）山形線が、松本駅前の松本バスターミナル～上大池車庫前間を走っている。かつては上大池車庫前より先、朝日村や塩尻市方面へも走っていたが、2009年6月30日限りで車庫前以遠は廃止された。運転頻度は60−90分に一本程度。
- 2009年より村内に跨がる形で松本市西部コミュニティバスが運行されており、幾度かの路線変更を経て、｢波田･平田線｣が村北部を、｢梓川･波田線｣が中心部及び北部を、｢今井･村井線｣が北部の一部を除く村内ほぼ全域を路線内としているものや、波田駅から村内を通り朝日村へ向かう「朝日・波田線」がある。また、これら全線がアイシティ21及び松本電鉄波田駅を経由もしくは始発･終点としており、ハイエース等のジャンボタクシー型車両で運行している。運賃は乗車一律大人210円、中高生150円、身障者、高齢者は100円となっている。また、停留所に縛られず降車が可能であるほか、商店と連携したポイントシステム等も存在する[2]。
- これらとは別に山形村独自で村の各地を巡る福祉バス（村在住の高齢者限定）と平日朝1本のみ山形村役場から広丘駅へJR広丘駅直行バスをノンストップで運行している。福祉バスは保健福祉センターを拠点に南ルートと北ルートがある。

### 道路
村内の道路の軸は長野県道25号塩尻鍋割穂高線である。
都道府県道
- 長野県道25号塩尻鍋割穂高線（日本アルプスサラダ街道）
- 長野県道291号新田松本線
- 長野県道449号上竹田波田線

その他の道路
- きよみずスカイライン
- 松塩広域農道（アルプスグリーン道路）

## 出身有名人
- 大池眞 - 元衆議院事務総長、元土地調整委員会委員長
- 大池弥三郎 - 医学者、元弘前大学学長
- 上條清文 - 元東京急行電鉄会長
- 唐沢勲 - 元東急観光会長
- 唐沢俊樹 - 政治家、元法務大臣
- 竹野長次 - 国文学者、早稲田大学名誉教授
- 中村太八郎 - 政治運動家
- 永田広志 - 唯物論哲学者
- 百瀬さつき - お笑いタレント（ガール座）

## ゆかりの人物
- 丸山永畝 - アトリエ「自運軒画房」を開設し山岳画を残す。
- 高崎寛之 - プロサッカー選手。引退後農家に転身し、山形村で農産物生産および経営[3]。

## 名所・旧跡・観光スポット・祭事・催事
- 日本アルプスサラダ街道
- 清水寺
- きよみずスカイライン
- 唐沢そば
- 山形じゃんずら（8月14日）

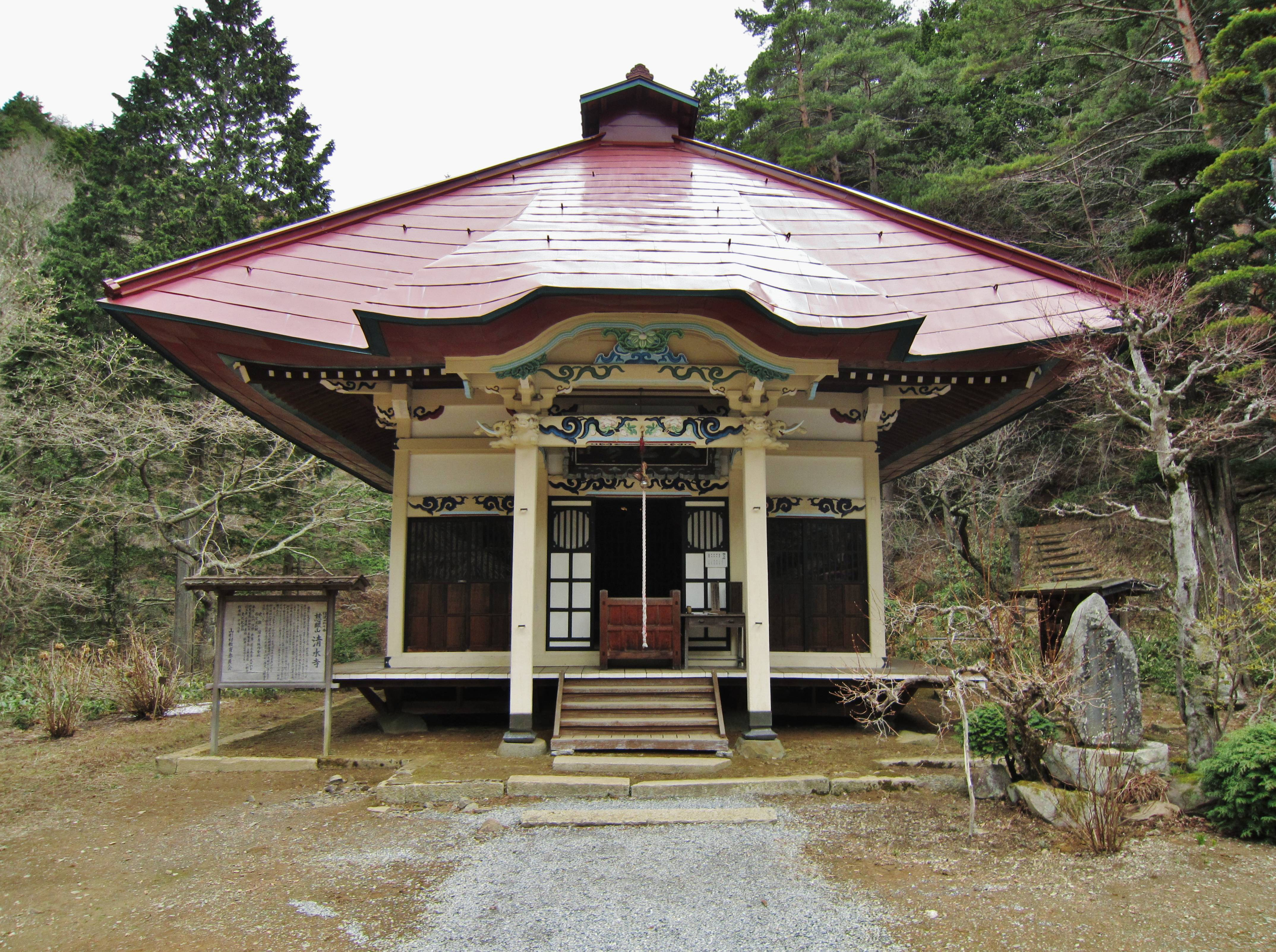
清水寺本堂

- 信濃山形清水高原サイクルロードレース大会（9月上旬）
- 道祖神と新そば祭り（11月上旬）
- 小坂諏訪神社祭典（9月第3土曜日、日曜日または第5土曜日、日曜日）